# Distretto di Pakham
Il distretto di Pakham (in thailandese: ปะคำ) è un distretto (amphoe) della Thailandia, situato nella provincia di Buriram.